# FC Brunsviga 1896 Brunswick
Le FC Brunsviga 1896 était un club allemand de football localisé dans la ville de Brunswick en Basse-Saxe. Le club eut une brève existence, mais fut un des membres fondateurs de la DFB, en 1900.

## Histoire
Le FC Brunsviga 1896 Braunschweig est créé en 1896 par des étudiants d’une école locale d’enseignants.
En 1900, le club est l'un des fondateurs de la Fédération allemande de football (DFB).
Les fondateurs du Brunsviga ne voulaient recruter que des joueurs locaux, contrairement à son rival local du FuCC Eintracht Braunschweig, plus ambitieux, qui recrutait à travers tout le pays, mais attirait aussi les meilleurs éléments du Brunsviga.
Le premier match entre les deux clubs tourne largement à l’avantage de l’Eintracht (0-12), le 13 février 1898. Le 15 avril 1900, le dernier derby est aussi pour l’Eintracht (7-2).
Le club est dissous au début de l’année 1901. Ses fondateurs et la plupart des joueurs encore présents rejoignent l’Eintracht.

## Sources et liens externes
- Hans Dieter Baroth: Als der Fußball laufen lernte. Essen, 1992  (ISBN 3-88474-468-2)
- Kurt Hoffmeister: Zeitreise durch die Braunschweiger Sportgeschichte. Braunschweig, 2001
- 1905-1930 – 25 Jahre Norddeutscher Sportverband, Hamburg, 1930
- Stefan Peters: Eintracht Braunschweig – Die Chronik,  (ISBN 3-89609-152-2), Kassel, 1998